# Шемахинская крепость
Шемахинская крепость (азерб. Şamaxı qalası) — замок построенный в целях обороны Шемахи в средневековый период.

## История
XI—XII века принесли экономический и культурный прогресс, развитие города, были перестроены некоторые оборонительные сооружения. В 1045 году Ширваншах Губад (1043—1049) создал новую оборонительную стену из белого камня с железными дверями.
В период СССР археологи во время раскопок обнаружили стены, остатки крепости построенный Ширваншахом Губадом в Шемахе.
Вторая внутренняя крепость Гюлистан реконструирована в XII веке.

## Cм. также
- Государство Ширваншахов